# حانامالو (هاوایی)
حانامالو (به انگلیسی: Hanamaulu) یک منطقهٔ مسکونی در ایالات متحده آمریکا است که در شهرستان کائوآئی، هاوایی واقع شده‌است. حانامالو ۳٫۳ کیلومتر مربع مساحت و ۳٬۸۳۵ نفر جمعیت دارد و ۱۲۱ متر بالاتر از سطح دریا واقع شده‌است.